# Al Tersana Tripoli
Maillots
Le Al Tarsana Sports, Social & Cultural Club (en arabe : نادي الترسانة الرياضي الثقافي الاجتماعي), plus couramment abrégé en Al Tersana, est un club libyen de football fondé en 1954 et basé à Souq al Jum'aa, quartier de Tripoli, la capitale du pays.

## Histoire
Le club participe à la Coupe de la confédération 2010, seule et unique compétition continentale disputée par le club.